# لغات يوتو أزتيكية
لغات يوتو أزتيكية أو اليوتو أزتكان هي أسرة لغة أمريكية أصلية تتكون مما يزيد عن 30 لغة. وُجدت لغات اليوتو أزتيكان تقريبًا بالكامل في غرب الولايات المتحدة والمكسيك. أما لغة بيبيل، فهي فرع من ناواتل، المنتشرة في وسط أمريكا نتيجة للهجرة من المكسيك، حيث كان هناك الكثير من المتحدثين بها هناك في الماضي. وها هي الآن انقرضت من غواتيمالا وهندوراس وعلى وشك الانقراض في غرب السلفادور.
ناواتل القديمة، هي لغة الأزتيكان، وتمثل لهجاتها الحديثة جزءًا من أسرة اليوتو أزتيكان. وأعطي اسم اللغة لتوضيح اتصالها بـلغات اليوتو في يوتا (وسميت أيضًا على اسم شعب يوتا) ولغات أزتيكان في المكسيك.

## الموطن الأصلي للغة البدائية واليوتو أزتيكان
لغة اليوتو أزتيكان البدائية هي الأصل المشترك الافتراضي للغات اليوتو أزتيكان. وقد تركز الموطن الأصلي للغات النيمك في شمال كاليفورنيا بالقرب من وادي الموت، وقد تركز الموطن الأصلي لمجموعة اليوتو أزتيكان الشمالية المقترحة على شاطئ ولاية سونورا.

## التوزيع الجغرافي

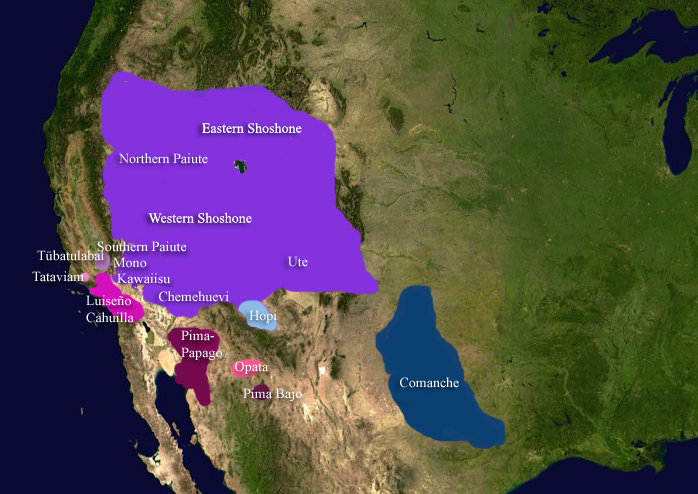
لغات شمال اليوتو

يتم التحدث بلغات اليوتو أزتيكان في سلاسل جبال أمريكا الشمالية والسهول المجاورة في غرب الولايات المتحدة (في ولايات أوريغون وأيداهو ومونتانا ويوتاوكالفورنيا ونيفادا وأريزونا) و(ولايات المكسيك ولاية سونورا وشيواوا وولاية ناياريت وولاية دورانجو وولاية زاكاتيكاس وولاية خاليسكو وولاية ميتشواكان وولاية غيريرو وولاية سان لويس بوتسي وهيدالجو وولاية بويبلا وولاية فيراكروز وولاية موريلوس وولاية استادو دي مكسيكو والمنطقة الفيدرالية).
وهناك بعض المناطق الحالية التي لا يزال مستخدمًا فيها لغات اليوتو أزتيكان في المكسيك وأمريكا الوسطى

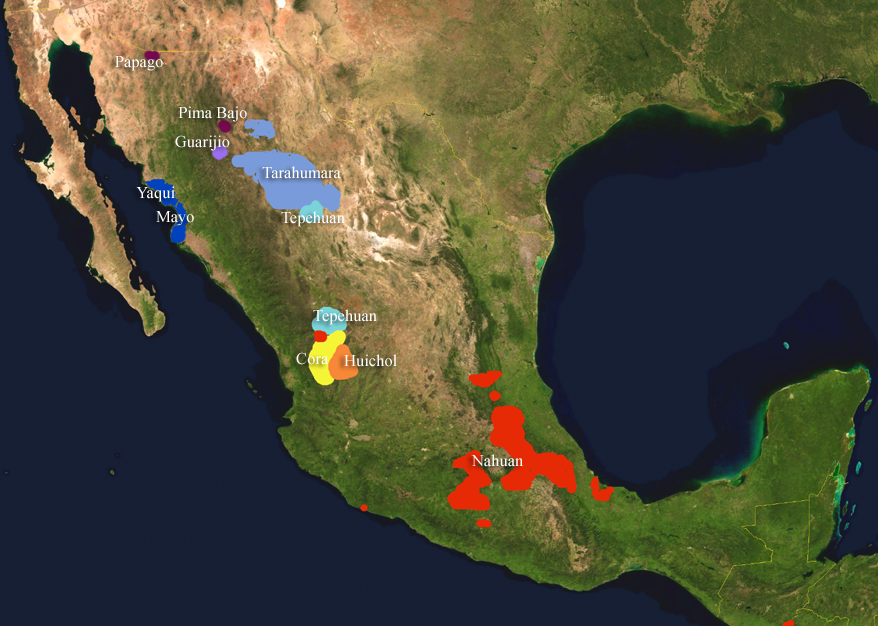
لغات الأزيتيك

## وصلات خارجية
- LINGUIST List MultiTree Project: Uto-Aztecan